# Агабеков, Тола
Тола́ Агабе́ков (каз. Төле Ағабеков; 1945 год, село Турбат, Ленинский район, Южно-Казахстанская область) — механизатор колхоза имени Алишера Навои Ленинского района Чимкентской области, Казахская ССР. Герой Социалистического Труда (1981).
Происходит из рода жаныс племени дулат
В 1963 году окончил ПТУ, после чего работал механизатором в колхозе имени Алишера Навои Ленинского района. С 1965 года — комбайнёр этого же колхоза.
В 1981 году удостоен звания Героя Социалистического Труда «за выдающиеся успехи, достигнутые в выполнении планов и социалистических обязательств по продаже государству в 1980 году миллиарда пудов зерна и перевыполнении планов десятой пятилетки по производству и закупкам хлеба и других сельскохозяйственных продуктов».
Избирался делегатом XVI съезда профсоюзов, XV и XVI съездов Компартии Казахстана и депутатом Верховного Совета Казахстана (1990—1995).

## Награды
- Герой Социалистического Труда — указом Президиума Верховного Совета СССР 19 февраля 1981 года
- Орден Ленина — дважды (1976, 1981)
- Орден Трудового Красного Знамени (1972)